# Ruy
Ruy är en kommun i departementet Isère i regionen Auvergne-Rhône-Alpes i sydöstra Frankrike. Kommunen ligger i kantonen Bourgoin-Jallieu-Nord som tillhör arrondissementet La Tour-du-Pin. År 2022 hade Ruy 4 771 invånare.

## Befolkningsutveckling
Antalet invånare i kommunen Ruy
Referens:INSEE